# Camponotus nasutus
Camponotus nasutus är en myrart som beskrevs av Carlo Emery 1895. Camponotus nasutus ingår i släktet hästmyror, och familjen myror.

## Underarter
Arten delas in i följande underarter:
- C. n. fenestralis
- C. n. nasutus
- C. n. pretiosus
- C. n. quadridentatus
- C. n. quinquedentatus
- C. n. subnasutus